# Wojciech Olszak
Wojciech Olszak (ur. 7 listopada 1976 w Ciechanowie) – polski producent muzyczny, klawiszowiec, realizator dźwięku, muzyk sesyjny, kompozytor, pianista. Członek Akademii Fonograficznej ZPAV.

## Życiorys
W 1984 roku Olszak rozpoczął edukację muzyczną w Państwowej Szkole Muzycznej I i II stopnia w Olsztynie w klasie fortepianu. W tym czasie zaczął także zajmować się muzyką rozrywkową, regularnie koncertując regularnie od roku 1985. Naukę kontynuował od 1987 r. w Państwowej Szkole Muzycznej I stopnia w Warszawie, a potem w Państwowej Szkole Muzycznej II stopnia im. Fryderyka Chopina w Warszawie przy ul. Bednarskiej w klasie fortepianu prof. Teresy Manasterskiej i prof. Pawła Skrzypka, oraz w klasie fortepianu jazzowego Andrzeja Jagodzińskiego.
W 1991 roku był jednym z założycieli Big Bandu im. F. Chopina, z którego w 1992 roku powstał zespół Woobie Doobie w swym pierwotnym składzie z Michałem Dąbrówką i Karimem Martusewiczem. W 1992 został liderem grupy Woobie Doobie, a w jej skład weszli: Michał Grymuza, Wojciech Pilichowski, Michał Dąbrówka, Mariusz „Fazi” Mielczarek i Marcin Nowakowski.
Od 1993 roku rozpoczął stałą współpracę z Edytą Górniak, co zaowocowało nagranym przez muzyków Woobie Doobie multiplatynowym albumem Dotyk, którego Olszak wraz z Rafałem Paczkowskim także był współproducentem. Olszak był także kompozytorem jej utworów oraz kierownikiem muzycznym składu koncertowego.
W wieku 17 lat, jako pierwszy w Polsce podpisał umowę producencką z dużą wytwórnią fonograficzną. Od 1994 roku rozpoczął regularną pracę jako producent i muzyk sesyjny biorąc udział w nagraniach wielu płyt. W tym samym roku założył firmę fonograficzną Olszak Records, której nakładem ukazał się debiutancki krążek Woobie Doobie – The Album.
W Kolejnych latach pracował w studio muzycznym oraz koncertował z czołówką polskiej sceny. Wojciech Olszak na swym koncie ma setki zagranych koncertów na wielu scenach w Polsce oraz w takich krajach jak Niemcy, Wielka Brytania, Włochy, Holandia, Francja, Hiszpania, Kanada czy USA. Brał udział w Festiwalach Polskiej Piosenki w Opolu, Sopot Festival, Top Trendy czy Summer Jazz Days. W tamtym czasie rozpoczął także współpracę aranżerską z Teatrem Buffo Janusza Stokłosy i Janusza Józefowicza.
Na stałe współpracował w składach koncertowych m.in. Edyty Górniak (jako kierownik muzyczny w latach 1993–1996), Natalii Kukulskiej (jako kierownik muzyczny w latach 1997–2000), Kasi Kowalskiej (2002–2008), Lady Pank (od 1994) i Pilichowski Band (od 1994).
W 1998 roku powstało Woobie Doobie Studio, którego właścicielem jest Olszak. Studio wyposażone zostało w wiele vintage’owych analogowych urządzeń oraz instrumentów. Ma ono charakter niekomercyjny, przeznaczone jest tylko i wyłącznie do projektów muzyków Woobie Doobie oraz dla przyjaciół grupy. Gośćmi Studia było wielu polskich artystów. Mnóstwo płyt nagranych w Woobie Doobie Studio osiągnęło status Złotych i Platynowych Płyt. Także wiele płyt wyprodukowanych przez Wojtka było nominowanych do nagrody Fryderyka, a sam Wojciech Olszak dwukrotnie – w 1997 i 1999 r. – w kategorii „Producent Muzyczny Roku”.
Wraz z Cezarym Łasiczką utworzył dwie internetowe stacje radiowe: Woobie Doobie Radio i Radio Muzango. Razem także tworzyli audycje radiowe nadawane na antenach: Tok FM, Roxy FM i Radia Opole.
Od czerwca do listopada 2007 pełnił funkcję dyrektora muzycznego w radiu Tok FM. Prowadził w Tok FM audycję muzyczną – Z niejednego pieca.
Od lutego do maja 2009 zasiadał w loży komentatorskiej muzycznego programu „Hit Generator”, wraz z Edytą Jungowską i Zbigniewem Hołdysem. Program był emitowany na antenie TVP2.
Współpracował z największymi polskimi gwiazdami oraz światowymi sławami, takimi jak: Eric Marienthal, Nathan East, Simon Phillips, Tommy Aldridge, czy Michał Urbaniak, który powiedział kiedyś: „Zawsze gdy słyszę w Polsce jakąś ciekawą i dobrą muzykę, to potem okazuje się, że robił ją Wojtek Olszak”.

## Instrumentarium
Wojciech Olszak korzysta z bardzo bogatego instrumentarium.

### Instrumenty studyjne
Instrumenty klawiszowe
- Steinway Concert Grand Piano – Model C
- Yamaha CP80M Electric Grand Piano
- Hammond B3 (RT3) w/Leslie
- Fender Rhodes Mark I
- Fender Rhodes Mark V
- Hohner Clavinet E7
- Hohner Pianet T

Automaty i moduły perkusyjne
- Akai MPC 3000
- Akai XR10
- Alesis D4
- Alesis HR16
- Boss HC02
- Boss DR220E
- Korg KR55
- LinnDrum
- Oberheim DX
- Rhythm Maker 16
- Roland CR78
- Roland TR606
- Roland TR808
- Roland TR909
- Sequential Circuits Drumtraks
- Yamaha RM50
- Yamaha RX5
- Yamaha RX11

Sequencery MIDI
- Atari Mega ST2 w/C-Lab Notator
- Atari 1040 ST w/Steinberg Pro-24
- Commodore 64 w/Steinberg Pro-16
- Atari Mega ST4 w/Steinberg Cubase Score
- C-Lab Falcon MK II w/Steinberg Cubase Audio
- Akai MPC 3000 Midi Production Center
- Yamaha QX1 Digital Sequence Recorder
- Roland MC500 Micro Composer
- Yamaha C1 Music Computer
- Yamaha CX5M Music Computer

Inne
- Rocktron Banshee 2 Talkbox
- Boss CE1 Chorus Ensemble
- Boss CS1 Compression Sustainer
- Boss BF2 Flanger
- Electro-Harmonix Small Stone EH4800
- Marshall DRP1 Direct Recording Pre-amp

Syntezatory i moduły
- ARP Odyssey
- ARP Solina String Ensemble
- Casio CZ5000
- Casio FZ10M
- Casio SK1
- Emu Proteus 1
- Emu UltraProteus
- Korg M1
- Korg Polysix
- Korg Vocoder VC10
- Korg Wavestation AD
- Korg X3R
- Kurzweil K2000
- Mini Moog
- Mini Moog w/Midi
- Moog Opus 3
- Moog Prodigy
- NED Synclavier
- Oberheim Matrix 6
- Orla DSE24
- Roland A880
- Roland D50
- Roland Juno 106
- Roland JV880
- Roland JX3P w/PG200
- Roland JX10 w/PG800
- Roland SH09
- Roland SH101
- Roland SH2000
- Roland TB303
- Roland U110
- Roland Vocoder VP330
- Sequential Circuits Prophet 5
- Yamaha CS01
- Yamaha CS70m
- Yamaha CS80
- Yamaha CX5M
- Yamaha DX7
- Yamaha DX100
- Yamaha KX5
- Yamaha KX88
- Yamaha MONTAGE 8
- Yamaha MOTIF ES8
- Yamaha MOTIF XF8
- Yamaha Reface CS
- Yamaha Reface DX
- Yamaha Reface CP
- Yamaha Reface YC
- Yamaha SK50D
- Yamaha SY99
- Yamaha TX802
- Yamaha TX816
- Yamaha TX81Z

### Instrumenty koncertowe
Instrumenty klawiszowe
- Yamaha Montage 8 (w/Yamaha Montage Wojtek Olszak Pack)
- Yamaha Motif XF8 (w/Motif XF 10th Anniversary Pack by Wojtek Olszak)
- Yamaha KX5
- Yamaha DX100
- Yamaha Reface CS
- Yamaha Reface DX
- Yamaha Reface CP
- Yamaha Reface YC
- Yamaha AvantGrand N3X

Akcesoria
- Sennheiser ew 300 IEM G2 Wireless In-Ear Personal Monitor System (w/Sennheiser IE 4 In-Ear Earphones)
- Gambatte MidiStar Pro Digital Wireless MIDI System
- SureLock Strap w/Levy’s Leathers Holder
- Yamaha Foot Switch FC4A
- Proel Keyboard Stand
- Barczak Cases

## Dyskografia
| Rok  | Tytuł                                               | Uwagi                                                                                                | Źródło |
| ---- | --------------------------------------------------- | --- | ------ |
| 1995 | Dotyk – Edyta Górniak                               | instrumenty klawiszowe, programowanie, miksowanie, muzyka, aranżacje, produkcja muzyczna             | [ 6 ]  |
| 1996 | Międzyzdroje – Lady Pank                            | instrumenty klawiszowe                                                                               | [ 7 ]  |
| 1996 | Granat – Wojciech Pilichowski                       | instrumenty klawiszowe, aranżacja                                                                    | [ 8 ]  |
| 1997 | W transie – Lady Pank                               | instrumenty klawiszowe, programowanie, aranżacje, produkcja muzyczna, miksowanie, realizacja nagrań  | [ 9 ]  |
| 1999 | Kasia Stankiewicz – Kasia Stankiewicz               | muzyka, aranżacje                                                                                    | [ 10 ] |
| 2000 | Cała ty – Sylwia Wiśniewska                         | produkcja muzyczna, instrumenty klawiszowe, programowanie, aranżacja, inżynieria dźwięku, miksowanie | [ 11 ] |
| 2001 | Przez cały dzień przez cały czas – Roan             | instrumenty klawiszowe, miksowanie                                                                   | [ 12 ] |
| 2002 | Antidotum – Kasia Kowalska                          | instrumenty klawiszowe, inżynieria dźwięku, miksowanie, programowanie                                | [ 13 ] |
| 2002 | Tu i teraz – Ira                                    | instrumenty klawiszowe, programowanie                                                                | [ 14 ] |
| 2003 | Moment – Marek Kościkiewicz                         | instrumenty klawiszowe                                                                               | [ 15 ] |
| 2003 | C.V. – Tomasz Łosowski                              | instrumenty klawiszowe                                                                               | [ 16 ] |
| 2004 | Jazzga-Live – Pilichowski Band                      | instrumenty klawiszowe, produkcja muzyczna, miksowanie, mastering, aranżacje                         | [ 17 ] |
| 2004 | Zapamiętaj – Bracia                                 | produkcja muzyczna, instrumenty klawiszowe                                                           | [ 18 ] |
| 2004 | Teraz – Lady Pank                                   | instrumenty klawiszowe                                                                               | [ 19 ] |
| 2004 | Dedykacja – Sylwia Wiśniewska                       | instrumenty klawiszowe, inżynieria dźwięku, aranżacja                                                | [ 20 ] |
| 2004 | Antigravity – Tigra                                 | instrumenty klawiszowe                                                                               | [ 21 ] |
| 2004 | Następny będziesz ty – Marcin Rozynek               | instrumenty klawiszowe                                                                               | [ 22 ] |
| 2004 | Extremalnie – Magda Femme                           | inżynieria dźwięku, miksowanie, aranżacje                                                            | [ 23 ] |
| 2005 | Mosqitoo Music – Mosqitoo                           | instrumenty klawiszowe, miksowanie, perkusja elektroniczna                                           | [ 24 ] |
| 2005 | Transporter – Pi eR Dwa (πR2)                       | instrumenty klawiszowe                                                                               | [ 25 ] |
| 2006 | Saxophonic – Robert Chojnacki                       | instrumenty klawiszowe                                                                               | [ 26 ] |
| 2007 | 8 – Róże Europy                                     | inżynieria dźwięku, instrumenty klawiszowe                                                           | [ 27 ] |
| 2007 | Alodium – Maciej Silski                             | miksowanie                                                                                           | [ 28 ] |
| 2007 | Podróże – Grammatik                                 | mastering                                                                                            | [ 29 ] |
| 2009 | Live in Jaworki 2003 – Marek Raduli Squad           | instrumenty klawiszowe                                                                               | [ 30 ] |
| 2009 | Grottmusic – Michał Grott                           | miksowanie, mastering                                                                                | [ 31 ] |
| 2009 | Homoapatia – Partizan                               | miksowanie                                                                                           | [ 32 ] |
| 2011 | Etnoteka – Halina Mlynkova                          | miksowanie                                                                                           | [ 33 ] |
| 2012 | Koncert na Zamku Kliczków – Wojtek Pilichowski Band | miksowanie, mastering                                                                                | [ 34 ] |
| 2013 | Ukeje – Damian Ukeje                                | inżynieria dźwięku, miksowanie, mastering, produkcja muzyczna, instrumenty klawiszowe                | [ 35 ] |
| 2017 | Mind Pollution – The Heavy Clouds                   | miksowanie                                                                                           | [ 36 ] |
| 2017 | Zimowe graffiti 2 – Lady Pank                       | produkcja, instrumenty klawiszowe                                                                    | [ 37 ] |
| 2018 | LP1– Lady Pank                                      | instrumenty klawiszowe, miksowanie                                                                   | [ 38 ] |
| 2021 | LP40 – Lady Pank                                    | realizacja śladów                                                                                    | [ 39 ] |
| 2021 | Jan Borysewicz – Wszystkie oblicza Jana Borysewicza | instrumenty klawiszowe, miksowanie                                                                   | [ 40 ] |
| 2023 | Tribute to Zbigniew Jakubek                         | miksowanie                                                                                           | [ 41 ] |

## Nagrody i wyróżnienia
| Rok  | Kategoria               | Tytułem | Nagroda                     | Uwagi     | Źródło |
| ---- | ----------------------- | --- | --------------------------- | --------- | ------ |
| 1997 | Producent muzyczny roku | Wojciech Olszak                                                                                                  | Nagroda Muzyczna „Fryderyk” | Nominacja | [ 42 ] |
| 1999 | Producent muzyczny roku | Wojciech Olszak                                                                                                  | Nagroda Muzyczna „Fryderyk” | Nominacja | [ 43 ] |
| 2004 | Produkcja muzyczna roku | Kasia Kowalska – Samotna w wielkim mieście Michał Grymuza (produkcja muzyczna) oraz Wojciech Olszak (realizacja) | Nagroda Muzyczna „Fryderyk” | Nominacja | [ 44 ] |